# Премия Бреннера
Премия Бреннера (ивр. פרס ברנר‎) — литературная премия Израиля, представляющая собой награду за художественную прозаическую или поэтическую книгу на иврите. Одна из наиболее престижных литературных премий Израиля. Носит имя писателя Йосефа Хаима Бреннера. Премию, учреждённую в декабре 1944 года, вручает с 1945 года Фонд Яакова и Хадассы Хафт, а позже Ассоциация ивритских писателей Израиля ежегодно за прозаическое произведение и раз в три года за книгу поэзии.

## Регламент
Премию присуждает жюри из трёх человек, назначаемое правлением Ассоциации ивритских писателей Израиля и Фондом премии Бреннера. Премия (в начале 2020-х годов составляющая 50 тысяч новых шекелей) присуждается ежегодно за книгу художественной прозы на иврите, изданную в течение года после предыдущего вручения, и раз в три года за книгу поэзии на иврите, изданную на протяжении трёх лет после предыдущего вручения. Поэтическая премия может быть вручена одному автору или разделена между двумя или тремя авторами; разделение премии за книгу прозы регламентом не предусмотрено. Премия может вручаться повторно одному и тому же автору, однако жюри имеет право рассматривать его кандидатуру не ранее чем через 10 лет после получения им премии в предыдущий раз. Периодически жюри также присуждает премию за дебютную книгу в размере 10 тысяч новых шекелей.

## Лауреаты
- 1945 — Давид Малец
- 1946 — Ицхак Ламдан
- 1947 — Рахель Кацнельсон-Шазар
- 1948 — Авраам Бройдес
- 1949 — Шин Шалом
- 1951 — Двора Барон
- 1952 — Дов Садан
- 1953 — Моше Шамир
- 1955 — Шломо Цемах
- 1956 — Менахем Познанский/Иоханан Тверский
- 1958 — Аарон Мегед
- 1959 — Самех Изхар
- 1960 — Йосеф Ариха/Йосеф Лихтенбойм[4]
- 1961 — Биньямин Галай/Исраэль Эфрат
- 1962 — Исраэль Коэн
- 1963 — Иохевед Бат-Мирьям[К. 1]
- 1964 — Авраам Регельсон/Йонат и Александр Сенед[6]
- 1966 — Рахель Эйтан
- 1967 — Авот Йешурун
- 1968 — Абба Ковнер
- 1969 — Иехуда Амихай/Б. И. Михали/Иехуда Яари[7]
- 1970 — Амир Гильбоа
- 1971 — Зельда Шнеерсон-Мишковски[8]
- 1972 — Тет Карми
- 1973 — Шломо Ницан
- 1975 — Аарон Аппельфельд
- 1976 — Далия Равикович/Дан Цалка
- 1977 — Амос Оз
- 1983 — Авраам Б. Иегошуа
- 1985 — Амалия Кахана-Кармон
- 1986 — Авнер Трейнин
- 1987 — Натан Йонатан/Йорам Канюк
- 1989 — Арье Сиван
- 1996 — Давид Шахар
- 1997 — Орцион Бартана/Мордехай Гельдман
- 1998 — Амос Кейнан
- 2000 — Адмиэль Косман
- 2002 — Ашер Райх
- 2005 — Хамуталь Бар-Йосеф
- 2006 — Шифра Хорн/Меир Шалев[9]
- 2007 — Шин Шифра
- 2008 — Сами Михаэль
- 2009 — Дан Бная-Сери/Нурит Герц[10]
- 2011 — Хаим Беэр
- 2012 — Давид Гроссман
- 2013 — Иешаяху Корен/Мирон Айзексон/Рахель Халфи/Исраэль Элираз[11]
- 2014 — Йоси Сукари
- 2015 — Юваль Шимони
- 2016 — Ривка Мирьям/Итамар Яоз-Кест[12]
- 2017 — Ронит Маталон/Амир Зив/Рая Тиллингер[13]
- 2018 — Нога Альбалах
- 2019 — Эли Амир/Эли Элияху[14]
- 2020 — Сами Бардуго/Мейталь Зоар[15]
- 2021 — Илан Шайнфельд/Боаз Данон[16]
- 2022 — Тамар Вайс-Габай/Шарон Хасс/Шломи Хатука[17]
- 2023 — Ишай Сарид

## Комментарии
1. ↑  Отказалась от премии[5]